# Natán Sharanski
Natán Sharanski, Sharansky, Shcharanski o Shcharansky (en hebreo: נתן שרנסקי), en ruso Натáн Щарáнский, cuyo nombre real es Anatoli Borísovich Scharanski (ruso: Анато́лий Бори́сович Щара́нский, transliterado académicamente como Anatólij Borísovič Ščharanskij) (Donetsk, 20 de enero de 1948), es un antiguo disidente, refúsenik y activista por los derechos humanos soviético, además de actualmente ser un político y autor israelí.
Es presidente del Instituto Adelson de Estudios Estratégicos en el Shalem Center.
Entre marzo de 2003 y mayo de 2005, fue un ministro sin cartera, responsable, en la ciudad de Jerusalén, de asuntos sociales y de la diáspora judía. Previamente había sido vice primer ministro de Israel, y ocupó varios ministerios: el de Industria y Comercio (1996-1999), el del Interior (julio de 1999, renunciando el mismo mes del año 2000) y el de Vivienda y Construcción desde marzo de 2001.
Renunció al gabinete israelí en abril de 2005 en protesta contra los planes de retirar los asentamientos judíos de la Franja de Gaza. Fue reelecto en marzo de 2006 como miembro del derechista partido Likud.
El 20 de noviembre de 2006 renunció a su banca del Parlamento israelí (Knesset) para constituir el Instituto Adelson de Estudios Estratégicos.
Desde el 18 de junio de 2007, Sharanski es el presidente de la junta del Museo de la diáspora judía (Beit Hatefutsot).

## Biografía
Nacido en Donetsk en la antigua Unión Soviética (ahora en Ucrania) dentro de una familia judía, se graduó obteniendo un título de grado en matemática aplicada, en el Instituto de Física y Tecnología de Moscú.
Cuando era tan sólo un niño ya era un prodigio del ajedrez -algo muy bien visto en la entonces URSS. Solía realizar partidas simultáneas, usualmente contra adultos, incluso en la muy difícil modalidad "a ciegas", que exige llevar un "mapeo mental" de las posiciones de las piezas en todo momento. Varios años después, mientras estuvo encarcelado, recluido en confinamiento solitario, dice haber jugado "partidas mentales de ajedrez" contra sí mismo. Incluso llegó a vencer nada menos que al campeón del mundo Gari Kaspárov, en una partida simultánea que tendría lugar en Israel.
Después de habérsele denegado, en 1973, un visado de salida hacia Israel bajo el pretexto de comprometer la seguridad nacional del régimen soviético, se volvió activista dentro del incipiente movimiento de derechos humanos liderado por el prominente físico y disidente Andréi Sájarov, y llegaría a ser internacionalmente conocido como portavoz del Moscow Helsinki Watch Group. Sharansky fue uno de los fundadores y portavoces del movimiento a favor de los refúsenik judíos soviéticos.
Fue arrestado en marzo de 1977, y en julio de 1978 fue condenado, bajo el cargo de traición y espionaje a favor de los Estados Unidos, siendo sentenciado a cumplir 13 años de trabajos forzados. Después de sufrir 16 meses de encarcelamiento en la prisión de Lefórtovo, fue enviado a Perm 35, un campo de trabajo en Siberia, enmarcado en el infame sistema del Gulag. Allí estuvo confinado durante nueve años.
El destino de Sharansky y de otros prisioneros políticos soviéticos, repetidamente solía atraer la atención de gran parte de los grupos de Derechos Humanos occidentales, a la vez que la algunos diplomáticos comprometidos con el tema. Esto, naturalmente, era una causa embarazosa e irritativa para las autoridades soviéticas.
Como resultado del incremento de la presión internacional, dirigida en parte por su esposa Avital, en 1986 fue liberado en la por entonces comunista Alemania Oriental y dirigido a través del puente Glienicke hacia Berlín Occidental, donde fue intercambiado por un par de espías chescoslovacos: Karl Koecher y su esposa, Hana Koecher.
Famoso por su resistencia en los campos de trabajo forzado del sistema Gulag, se le dijo durante su liberación que caminase derecho hacia su libertad. Sharansky en cambio caminó en zigzag, en un último acto de desafío al régimen soviético. Terminó finalmente emigrando a Israel, donde terminó adoptando el nombre hebraizado de Natán.
También contribuiría al The Jerusalem Report así como miembro del directorio de la organización de derechos humanos Peace Watch.
En 1986, el Congreso estadounidense le otorgó la prestigiosa Congressional gold medal, uno de los máximos honores que el gobierno de los EE. UU. otorga a un civil.
En 1988, fundó y fue el primer presidente del Foro Sionista, una organización paraguas para activistas judíos provenientes de la entonces Unión Soviética, dedicada a ayudar a esos nuevos israelíes y a educar al público en general respecto de temas relacionados con la asimilación social de aquellos.
In 2006, el entonces presidente de Estados Unidos, George W. Bush asimismo lo condecoró con la "Medalla presidencial de la libertad" (Presidential medal of freedom).
El 17 de septiembre de 2008 fue condecorado con la Ronald Reagan Freedom Award, el máximo honor concedido por la Fundación que honra la memoria de quien fuese presidente de los Estados Unidos durante casi toda la década de 1980. El premio fue otorgado personalmente por su viuda, Nancy Reagan.
En 1995, junto a otro ex disidente soviético Yuli Edelstein, fue el cofundador y el primer presidente del partido político Yisrael BaAliyah ("Israel para la aliya"), el cual además es un juego de palabras que significa "Israel en ascenso" que promovía la paulatina integración plena de los antiguos judíos soviéticos a la sociedad israelí. Su lema decía que su partido era (realmente) diferente a los otros: sus líderes primero habían ido a prisión (por haber sido presos de conciencia en la Unión Soviética), y luego recién años después podían lanzarse a la actividad política partidaria. En 1996, a solo un año después de la fundación de Yisrael BaAliyah, lograrían ganar siete escaños en el parlamento (Knesset) israelí.

Entre 2003 y 2005, fue miembro del gabinete israelí durante el segundo gobierno de Ariel Sharón. Renunció el 2 de mayo de 2005, en protesta contra el plan del entonces partido oficialista Likud de retirar las comunidades colonias israelíes de la disputada Franja de Gaza.
Asimismo en 2005, Saransky participó de They chose freedom ("Ellos eligieron la libertad"), una serie documental en cuatro capítulos sobre la historia del movimiento de los disidentes y refuseniks soviéticos.
Ocupó un promisorio puesto número once en la lista de 2005 de las 100 personas más influyentes, según la tradicional y prestigiosa revista política estadounidense Time, dentro de la categoría "Científicos y pensadores" (Scientists and thinkers).
Junto a su esposa Avital vive en Jerusalén y tienen dos hijas, ya mayores y casadas, de nombre Rachel y Hannah. De hecho, él había conocido a su futura mujer en la URSS y, como su solicitud de casamiento civil les fue denegada por el régimen comunista, terminaron casándose en secreto en una de las pocas sinagogas habilitadas en Moscú en ese tiempo.

## Libros escritos
Ha escrito tres libros. El primero de ellos es su autobiografía Fear no evil, que relata sus crudas vivencias, durante su injusto juicio, prisión y confinamiento en la Unión Soviética.
El segundo, The case for democracy: The power of freedom to overcome tyranny and terror ("El caso por la democracia: El poder de la libertad para vencer la tiranía y el terror"), coescrito con Ron Derner, se transformaría en "de lectura obligatoria" para aquellos interesados en indagar en los puntos oscuros del comunismo soviético. Tuvo una gran influencia en el Presidente de los Estados Unidos, George W. Bush, y en otros funcionarios del gobierno federal, quienes urgieron a sus subordinados a que lo leyeran. En particular, Bush hijo llegaría a comentar respecto de esa publicación:

Si quieren una rápida mirada de cómo lo que pienso acerca de la política exterior, lean el libro de Natan Sharansky, The case for democracy... Para el gobierno, particularmente para los formadores de opinión. lo pondría en su lista de recomendados. Es corto y es bueno. Este tipo es una figura heroica, como ustedes saben, es un gran libro"

En él, alega que la libertad política (individual) es esencial para garantizar la seguridad y la prosperidad, y que cada pueblo y nación merece vivir libremente en una sociedad democrática.
Argumenta que los derechos humanos, la seguridad y la estabilidad solo pueden ser aseguradas mediante la liberación de los pueblos oprimidos, para que pasen a formar parte de sociedades libres, en las cuales cada individuo tenga la posibilidad real (y no condicionada políticamente) de expresar su opinión o punto de vista. Por lo tanto, el concluye que el (llamado o autodenominado) "mundo libre" debe insistir en la promoción de la democracia para la gente aún oprimida, en lugar de meramente apaciguar a las dictaduras o de solo realizar negocios con los regímenes despóticos (o, peor, aún, con los tiránicos).

Entonces expliqué por qué la democracia era tan crucial para la estabilidad y seguridad internacional, por qué esa vinculación había sido tan exitosa durante la Guerra Fría y porqué el [llamado] 'mundo libre' había traicionado sus principios democráticos en [los acuerdos de] Oslo. Bosquejé mi plan para ayudar a los palestinos a construir una sociedad libre, para así forjar una paz duradera junto a los israelíes

Toma lo que muchos de sus críticos denominan una posición de línea dura hacia los palestinos, arguyendo que nunca habrá paz con estos últimos mientras no libren a su sociedad de los grupos "terroristas" como Hamás y del antisemitismo en general.
Sus críticos ven una incompatibilidad entre su ardiente sionismo y su compromiso a favor de la lucha por la democracia y los derechos humanos universales.
Sobre la histórica disputa territorial entre Israel y los Territorios Palestinos (la Franja de Gaza y Cisjordania), comentó a Ha'aretz durante una entrevista:

"Los judíos llegaron aquí hace tres mil años y esta es la cuna de la civilización judía. Los judíos son el único pueblo de la historia que mantuvo su lealtad a su identidad y a su tierra durante los dos mil años de su exilio (diáspora) y no hay duda de que tienen el derecho a tener su lugar entre las naciones -no sólo histórica sino también geográficamente-Con respecto a los palestinos, que son los descendientes de los árabes que inmigraron durante los últimos doscientos años, tienen el derecho, si así lo quieren, a tener su propio Estado... pero no a expensas del de Israel"